# Национальная информационная служба по космическим данным об окружающей среде
Национальная информационная служба по космическим данным об окружающей среде (англ. National Environmental Satellite, Data, and Information Service, NESDIS) — информационная служба под руководством Национального управления океанических и атмосферных исследований (NOAA), контролирующая спутниковые программы США по окружающей среде, а также управляющая данными, собранными Национальной метеорологической службой и другими правительственными учреждениями и департаментами.

## История
В 1960 году был запущен первый спутник, принадлежащий Национальному управлению океанических и атмосферных исследований, ТИРОС-1.
В августе 1980 года Национальная спутниковая служба исследования Земли (англ. National Earth Satellite Service, NESS) была выведена из состава Управления океанических и атмосферных служб (англ. Office of Oceanic and Atmospheric Services) и стала основной линейной организацией в ведении Национального управления океанических и атмосферных исследований, NOAA. Помощник руководителя службы стал подчиняться непосредственно руководителю NOAA. Этот шаг отразил растущую важность спутниковых наблюдений для выполнения функций NOAA в области наук об окружающей среде и обслуживания соответствующих сервисов. В значительной степени такое переподчинение было обусловлено решением администрации Картера в ноябре 1979 года о назначении Национального управления океанических и атмосферных исследований, NOAA ответственным за все гражданские спутниковые наблюдения. Национальная информационная служба по космическим данным об окружающей среде (NESDIS) была образована в 1982 году в результате слияния NESS и Службы экологических данных (англ. Environmental Data Service, EDS).
NESDIS управляет спутниками наблюдения за окружающей средой на полярной орбите (POES) с 1966 года. Кроме того, NESDIS эксплуатирует спутники на геосинхронных орбитах (GOES) с 1974 года. 
В 1979 году был запущен первый полярный спутник наблюдения за окружающей средой Национального управления океанических и атмосферных исследований. В настоящее время в эксплуатации находятся спутники NOAA-15, NOAA-18, NOAA-19, GOES 14, GOES 15, GOES-R, GOES-17, Jason-2, DSCOVR. С мая 1998 года NESDIS начал осуществлять контроль над группировкой спутников Оборонной метеорологической спутниковой программы (DMSP) под эгидой Метеорологического агентства ВВС США.
В 1983 году Национальное управление океанических и атмосферных исследований стало ответственным за проект Landsat.
В настоящее время разрабатываются новые поколения спутников для замены полярных орбитальных и геосинхронных спутников: Joint Polar Satellite System и GOES-R. Первый спутник в серии GOES-R состоялся 19 ноября 2016 года. Запуск JPSS-1 (NOAA-20) был осуществлён 18 ноября 2017 года.

## Структура
Национальные центры экологической информации (NCEI) в составе NESDIS аккумулируют данные, предоставляемые Национальным управлением океанических и атмосферных исследований (NOAA), военно-морскими силами, ВВС США, Федеральным управлением гражданской авиации США и различными метеорологическими службами по всему миру.
В состав NCEI входят: Центр погоды и климата (англ. Center for Weather and Climate, бывший Национальный центр климатических данных (NCDC) под управлением NOAA) и Центр побережий, океанов и геофизики (англ. Center for Coasts, Oceans, and Geophysics), образованный в результате слияния Национального центра развития прибрежных данных (англ. National Coastal Data Development Center, NCDDC), Национального центра океанографических данных (NODC) и Национального центра геофизических данных (NGDC).
В состав NESDIS также входят:
- Управление проектов, планирования и анализа (англ. Office of Projects, Planning, and Analysis, OPPA) — бывшее Управление развития систем (англ. Office of Systems Development, OSD);
- Управление наземных спутниковых систем (англ. Office of Satellite Ground Systems, OSGS) — бывшее Управление спутниковой связи (англ. Office of Satellite Operations, OSO);
- Управление спутниковой и проектной деятельности (англ. Office of Satellite and Project Operations, OSPO) — бывшее Управление обработки и распространения спутниковой информации (англ. Office of Satellite Data Processing & Distribution, OSDPD);
- Центр спутниковых приложений и исследований (англ. Center for Satellite Applications and Research, STAR) — бывшее Управление исследований и приложений (англ. Office of Research & Applications);
- Управление объединённой системы полярных спутников (англ. Joint Polar Satellite System Program Office)
- Управление геостационарных эксплуатационных спутников наблюдения за окружающей средой GOES-R
- Управление международных и межведомственных дел (англ. International & Interagency Affairs Office)
- Управление космической коммерциализации (англ. Office of Space Commercialization)
- Управление системной архитектуры и перспективного планирования (англ. Office of System Architecture and Advanced Planning, OSAAP)
- Программа сохранения коралловых рифов (англ. Coral Reef Conservation Program, CRCP)
  - Наблюдение за коралловыми рифами (англ. Coral Reef Watch, CRW)
  - Информационная система коралловых рифов (англ. Coral Reef Information System, CoRIS)